# Благоразумный разбойник
Благоразу́мный разбо́йник (также До́брый разбо́йник; апокрифические имена Ди́смас, Тит, в древнерусской традиции — Рах) — преступник, распятый на Голгофе вместе с Иисусом Христом и Гестасом (подробнее см. Меж двух разбойников). Искренне раскаявшись и уверовав в учение Иисуса, Рах получил от него обещание пребывать с ним в раю, став первым спасённым из людей, уверовавших во Христа.

## Жизнеописание
В канонических Евангелиях имена и биографии распятых с Христом разбойников отсутствуют, однако многочисленные предания находятся в апокрифических источниках. Так, в русском апокрифе «Слово о крестном древе» содержится предание о происхождении Дисмаса: он оказывается сыном одного из двух разбойников, живших на пути в Египет, жена которого болела сердцем и не могла кормить ребёнка. Второй разбойник был отцом другого младенца, но его жена имела лишь один сосок и кормила только своего ребёнка. Во время бегства в Египет Святое семейство было захвачено мужем больной женщины, и Дева Мария в течение шести дней кормила его сына грудью. Позже дети, как и их отцы, стали разбойниками, и тот, которого кормила Богородица, оказался Дисмасом, а второй — Гестасом.
Под именем Тит Благоразумный разбойник упоминается в Арабском евангелии детства Спасителя, в котором он предстаёт одним из двух дозорных, уговаривает Думаха пропустить Святое семейство и не причинять ему вреда, отдав напарнику 40 драхм и пояс с деньгами, а Иисус предсказывает свою казнь:
Увидав, что благое дело ради них совершил разбойник, молвила Владычица госпожа Мария ему:
— Господь Бог поддержит тебя Своею десницей и отпущением грехов одарит.
И сказал в ответ матери Своей Господь Иисус:
— Распнут, о мати, Меня через тридцать лет иудеи в Иерусалиме, а два разбойника эти со Мной на одном кресте повешены будут: Тит — одесную, и ошую — Думах. На другой же день внидет передо Мною Тит в Царствие Небесное.Арабское евангелие детства Спасителя, гл. 23

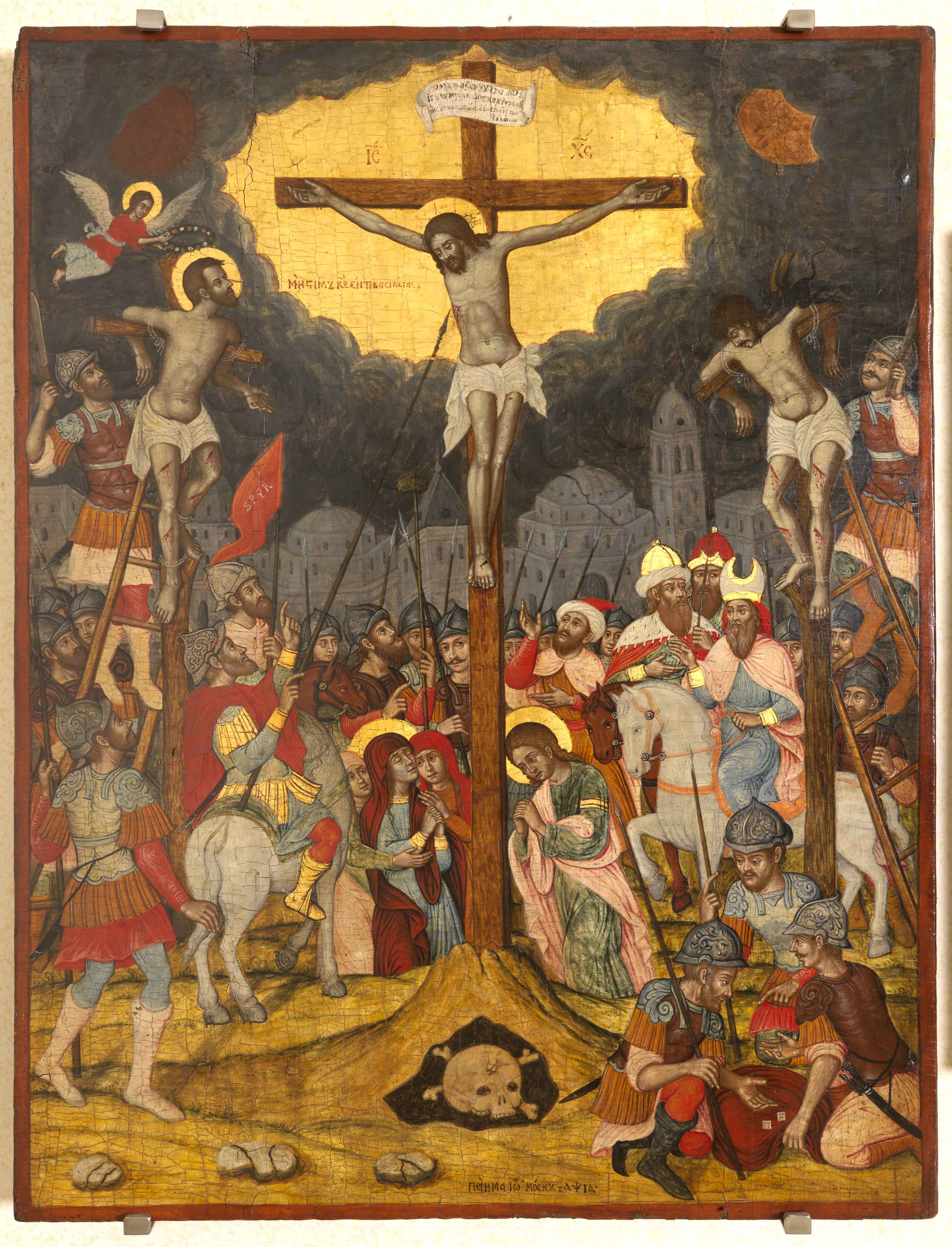
Икона Распятия «меж двух разбойников», 1711 год. По правую руку от Христа — Дисмас

Дисмас был распят на Голгофе вместе с Христом и Гестасом, по правую руку от Иисуса. Во время казни, в отличие от Гестаса, покаялся в своих грехах и уверовал в божественность Спасителя, за что и прозван Благоразумным разбойником. Распятие разбойников упоминается во всех четырёх канонических Евангелиях, однако наиболее полный рассказ о казнённых вместе с Христом приводится в Евангелии от Луки:
Другой же, напротив, унимал его и говорил: или ты не боишься Бога, когда и сам осужден на то же? и мы осуждены справедливо, потому что достойное по делам нашим приняли, а Он ничего худого не сделал. И сказал Иисусу: помяни меня, Господи, когда приидешь в Царствие Твое! И сказал ему Иисус: истинно говорю тебе, ныне же будешь со Мною в раю.Лк. 23:40-43
Поскольку, согласно христианскому вероучению, спасение невозможно без принятия крещения, считается, что Благоразумный разбойник получил таинство от воды и крови, истёкших из ребра Христа, после того, как сотник Лонгин пронзил его бок копьём.
В апокрифическом Евангелии от Никодима содержится развёрнутое описание Сошествия Христа во ад, после которого следует вознесение душ праведников в рай, где они встречаются с уже находящимися там Енохом, пророком Илией и Благоразумным разбойником. Там же появляется имя разбойника — Дижман, что является славянской транскрипцией греческого имени Δυσμάς, которое на латыни и современном русском языке звучит как «Дюсмас» или «Дисмас».
В древнерусской традиции встречается также вариант имени Рах, которого нет ни в одном византийском литературном источнике. Предполагается, что это имя появилось в результате эволюции имени Варвар—Варах—Рах. Согласно другой версии, это не имя, а прозвище разбойника, означающее «распятый».

## Почитание
Благоразумный разбойник почитается как пример истинного покаяния. Традиционно считается, что он стал первым спасённым человеком из всех уверовавших во Христа. В Западной Европе широкое почитание Благоразумного разбойника началось с конца XI века, когда после первого крестового похода одним из мест паломничества стала деревня Латрун, которая, из-за созвучия с латинским словом latro, считалась его родным селением, а в средневековых свидетельствах паломников она называется «замок доброго разбойника» (Castrum boni latronis). Крест Благоразумного разбойника находился на Кипре, откуда он в XIV веке был перенесён в Болонью, в церковь святых Виталия и Агриколы.
Имя Дисмас в почитании Благоразумного разбойника на Западе закрепилось благодаря употреблению в «Каталоге святых» Петра Наталиса (XIV век), популярном в Позднем Средневековье. Кардинал Цезарь Бароний в конце XVI века писал о широком распространении почитания Дисмаса, во имя которого были освящены многие алтари. В XVI веке наметилась тенденция отказа от употребления имени Дисмас ввиду его апокрифического происхождения. Службы в честь Дисмаса изымались из бревиариев. Бароний в конце XVI века внёс память Доброго разбойника в Римский мартиролог под 25 марта, но уже без имени. Несмотря на это, имя Дисмас всё равно было распространено среди верующих.
Привилегию литургического чествования Доброго разбойника (без имени) Папа Сикст V даровал ордену мерседариев. Такое же право в 1724 году было дано Конгрегацией богослужения монашеской Конгрегации благочестивых работников сельских катехизаторов, особым покровителем которой считался Добрый разбойник. В настоящее время почитание Дисмаса сохраняется в формах народного благочестия на юге Италии, например, в городе Галлиполи, где Доброго разбойника считают своим небесным покровителем.
В православной церкви, несмотря на историческое почитание Благоразумного разбойника, формально он не канонизирован, более того, среди духовенства нет единого мнения и относительно его святости. Официальное мнение Церкви по этому вопросу отсутствует, однако его поминают на каждой литургии и ежегодно в службе Великой пятницы. По всей видимости, на Руси Благоразумный разбойник был почитаем в Средние века, но к XIX веку его образ потерял свою актуальность. Между тем в настоящее время списки алтарных дверей вешаются в некоторых храмах как самостоятельные поклонные образы. В 2004 году митрополит Днепропетровский и Павлоградский Ириней в Селидовской колонии строгого режима в Донецкой области освятил первый православный храм во имя Благоразумного разбойника Раха.

### Иконография
Древняя традиция написания икон Благоразумного разбойника приводится в качестве одного из свидетельств почитания Благоразумного разбойника в Средние века.
В византийской иконографии Дисмас представлен в композициях «Распятие», дополненных изображением казни двух разбойников, и «Страшный Суд», где изображён в раю возле восседающей на троне Богоматери. В древнерусском искусстве, кроме того, получили распространение расширенные композиции «Воскресение — Сошествие во ад», описывающие пребывание Дисмаса в раю. Широкое распространение на Руси получила традиция помещать образ Благоразумного разбойника на северных дверях иконостаса, что обусловлено с символическим пониманием восточной части храма как рая, а также преданием о том, что Дисмас был распят по правую руку от Христа. Белый фон дверей или атрибуты райского сада (цветы, птицы, растительные побеги) служат указанием на пребывание Благоразумного разбойника в раю.
Изображается обнажённым по пояс с препоясанием на чреслах, голову окружает нимб. Обязательным атрибутом является орудие мученичества — крест. На заре христианства, когда ещё были актуальны античные понятия о красоте, Благоразумного разбойника писали без бороды; с развитием же христианского мировоззрения, борода становилась одним из немаловажных признаков образа Христа в человеке, и Дисмас стал изображаться уже с бородой.
В 1894 году скандал в российском обществе вызвала картина Николая Ге «Распятие». Она была удалена с XXII  выставки Товарищества передвижных художественных выставок в 1894 году по личному распоряжению императора Александра III ещё до её начала. Был наложен запрет на её публичную демонстрацию в музеях и выставочных залах. На этом полотне Разбойник (фигура «уродливая с набухшим животом и узкими вывернутыми плечами фигура, уродливо, пятками врозь, стоящая у креста с бритой головой, вытаращенными глазами, «широко разинутым ртом, испускающим звериный рёв») стал центром картины, он оттеснил стоящего в центре Христа на второй план. «Это было жестокое изображение крестной смерти, написанное резко, с болью сердца, почти с озлоблением. Всё, что вынесло человеческое тело, пригвождённое по рукам и ногам к грубому тяжёлому кресту, было передано в лике почившего Христа, исхудалого, измученного допросами, пытками и страданием медленной кончины. И тяжело было глядеть на стриженную, уродливую голову привязанного к другому кресту и порывающегося вперёд разбойника, на его лицо с безумными глазами и раскрытым ртом, испустившим дикий крик ужаса и изумления», — писал об этой картине Иван Бунин.

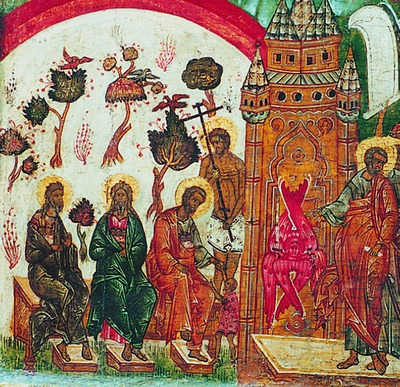
Лоно Авраамово и Благоразумный разбойник (в центре с крестом). Деталь иконы «Страшный суд», XVI век
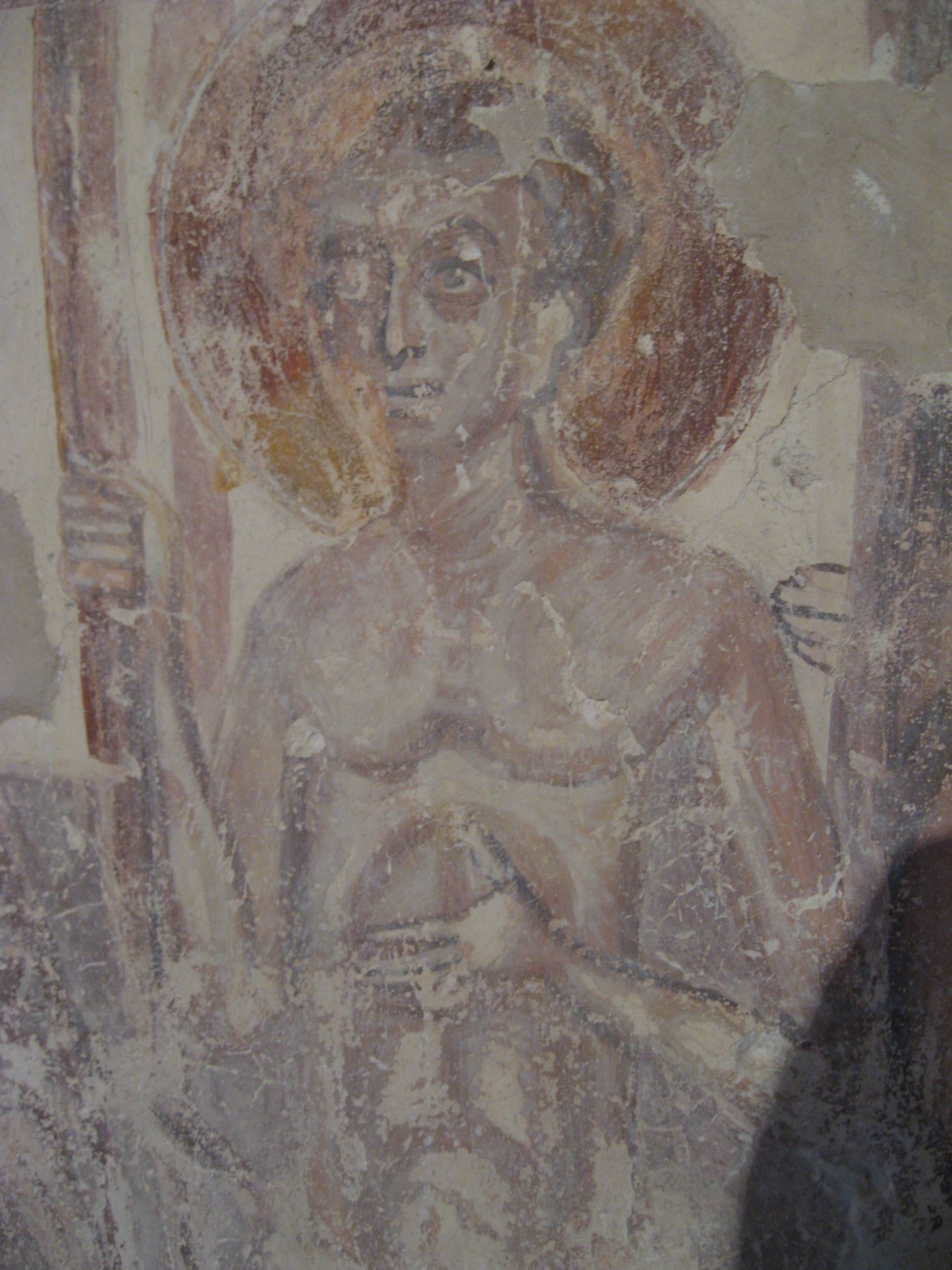
Благоразумный разбойник, фреска собора Снетогорского монастыря. 1313 год.
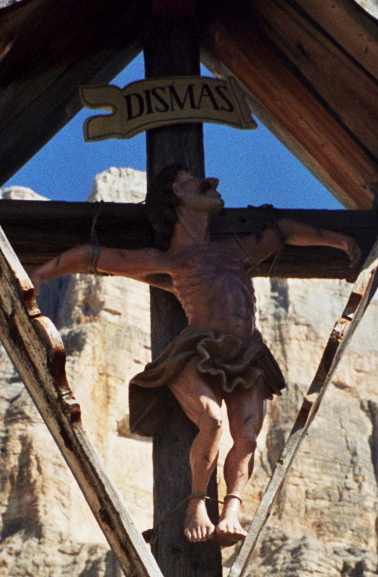
Скульптурное изображение. Церковь Святого Креста, Бадия, Южный Тироль, Италия
- «Распятие» Николая Ге, 1894